# Polygordius lacteus
Polygordius lacteus é uma espécie de anelídeo pertencente à família Polygordiidae.
A autoridade científica da espécie é Schneider, tendo sido descrita no ano de 1868.
Trata-se de uma espécie presente no território português, incluindo a sua zona económica exclusiva.